# Raffaello Funghini
Raffaello Funghini (ur. 1 stycznia 1929 w Castiglion Fiorentino, zm. 17 maja 2006 w Rzymie) – włoski duchowny katolicki, arcybiskup.
Święcenia kapłańskie przyjął 13 lipca 1952. W grudniu 1999 został mianowany dziekanem Roty Rzymskiej, watykańskiego trybunału apelacyjnego. Na emeryturę przeszedł 31 stycznia 2004 i został mianowany jednocześnie arcybiskupem tytularnym Nova Petra. Sakrę biskupią otrzymał 25 marca 2004.